# Коттон, Джози
Джози Коттон —  (англ. Josie Cotton) — американская поп певица, актриса. Родилась в 1956 году в Далласе штат Техас. Настоящее имя Джози Джонс (Josie Jones). Перебралась в конце 70-х годов в Лос-Анджелес. С помощью братьев Ларсона и Боба Пейнов начала успешную сольную карьеру. Прославилась в 1983 году поп-хитом "Johnny Are You Queer", который исполняется в фильмах "Девушка из долины" и Чудаки 2. В финале фильма "Девушка из долины" Джози Коттон исполняет несколько своих песен, играя приглашённую на школьный бал певицу. Во время съёмок фильма Коттон встречалась со снимавшимся в главной роли Николасом Кейджем. В активе Джози шесть студийных альбомов, песни из которых несколько раз попадали в чарты Биллборда. Она является соучредителем лейбла B-Girl Records. Стиль Джози отличается стилизацией под музыку 60-х годов.

## Дискография

### Альбомы
- Convertible Music Elektra (1982) #147 US
- From the Hip Elektra (1984)
- Frightened by Nightingales (1993)
- Convertible Music/From the Hip (CD reissue) (2002)
- Movie Disaster Music (2006)
- Invasion of the B-Girls (2007)

### Синглы
- "Johnny Are You Queer" (Bomp) (1981)
- "Johnny Are You Queer" (Elektra reissue) (1982) #38 Billboard Club Play Singles
- "He Could Be the One" (1982) #34 Billboard Mainstream Rock, #74 Billboard Pop Singles
- "Jimmy Loves Mary-Anne" (1984)

## Фильмография
- Девушка из долины (1983)
- Бродяги (1986)